# セカイノオワリ
「セカイノオワリ」は、日本のロックバンド・R指定が2013年7月17日に発売した、通算15枚目となるシングル。

## 概要
- 前作「青春はリストカット」から3か月後にリリースされた。
- 3rdオリジナルアルバム『VISUAL IS DEAD』からの先行シングル。
- 初回限定盤と通常盤の収録曲や曲数が同じとなった初のシングルである。
- 通常盤と初回限定盤の2形態でのリリースで、初回限定盤には表題曲「セカイノオワリ」のPVとメイキング映像が収録されたDVDが封入されている。

## 収録曲

### CD
1. セカイノオワリ
TBS系TV「ランク王国」8、9月度エンディングテーマ。
ライブ・ビデオ集『映像盤。参』には、ツアー『R-shitei oneman tour 2013 世界の終わり』の2013年7月21日のZepp DiverCity Tokyo公演のライブの映像が収録されている。なお、本楽曲のPVは本作の他にも、ビデオ・クリップ集『映像盤。弐』にも収録されている。
2. オレンジ
前曲と同様に、ライブ・ビデオ集『映像盤。参』には、ツアー『R-shitei oneman tour 2013 世界の終わり』の2013年7月21日のZepp DiverCity Tokyo公演のライブの映像が収録されている。

### 初回限定盤DVD
1. セカイノオワリ PV
2. セカイノオワリ PV Making

## 収録アルバム
オリジナルアルバム
- 『VISUAL IS DEAD』(#1)

## 収録映像作品
PV収録作品
- 『映像盤。弐』(#1)

ライブ映像収録
- 『映像盤。参』(#1、#2)